# Emanuel Casado
Víctor Emanuel Casado (San Lorenzo, provincia de Santa Fe, Argentina, 8 de junio de 1994) es un futbolista argentino. Juega como mediocampista ofensivo y actualmente milita en el Real Estelí Fútbol Club de la Primera División de Nicaragua.
Su primera experiencia en Colombia fue con el Bogotá Fútbol Club.

## Clubes
| Club                       | País       | Año        |
| -------------------------- | ---------- | ---------- |
| Colón de Santa Fe          | Argentina  | 2014-2017  |
| Sportivo Patria de Formosa | Argentina  | 2017-2018  |
| Sportivo Guadalupe         | Argentina  | 2018-2019  |
| 9 de Julio de Rafaela      | Argentina  | 2021       |
| Bogotá F. C.               | Colombia   | 2021       |
| Club Llaneros              | Colombia   | 2022       |
| Santa Ana FC               | Costa Rica | 2024-2025  |
| Real Estelí Fútbol Club    | Nicaragua  | 2025- act. |

### Estadísticas
- Actualizado al 23 de septiembre de 2021

| Club                      | Div.                | Temporada           | Liga | Liga | Copa nacional | Copa nacional | Copa internacional | Copa internacional | Total | Total |
| Club                      | Div.                | Temporada           | PJ   | G    | PJ            | G             | PJ                 | G                  | PJ    | G     |
| ------------------------- | ------------------- | ------------------- | ---- | ---- | ------------- | ------------- | ------------------ | ------------------ | ----- | ----- |
| Colón Argentina           |                     |                     |      |      |               |               |                    |                    |       |       |
| 2.ª                       | 2014                | 2                   | 0    | 0    | 0             | -             | -                  | 2                  | 0     |       |
| 1.ª                       | 2015                | 0                   | 0    | 0    | 0             | -             | -                  | 0                  | 0     |       |
| 1.ª                       | 2016                | 2                   | 0    | -    | -             | -             | -                  | 2                  | 0     |       |
| 1.ª                       | 2016/17             | 0                   | 0    | 0    | 0             | -             | -                  | 0                  | 0     |       |
| Total                     | Total               | 4                   | 0    | 0    | 0             | -             | -                  | 4                  | 0     |       |
| Sportivo Patria Argentina |                     |                     |      |      |               |               |                    |                    |       |       |
| 3.ª                       | 2017/18             | 11                  | 1    | 0    | 0             | -             | -                  | 11                 | 1     |       |
| Total                     | Total               | 11                  | 1    | 0    | 0             | -             | -                  | 11                 | 1     |       |
| 9 de Julio (R) Argentina  |                     |                     |      |      |               |               |                    |                    |       |       |
| 4.ª                       | 2020/21             | 4                   | 0    | -    | -             | -             | -                  | 4                  | 0     |       |
| Total                     | Total               | 4                   | 0    | -    | -             | -             | -                  | 4                  | 0     |       |
| Bogotá F.C. · Colombia    |                     |                     |      |      |               |               |                    |                    |       |       |
| 2.ª                       | 2021                | 4                   | 2    | -    | -             | -             | -                  | 4                  | 2     |       |
| Total                     | Total               | 4                   | 2    | -    | -             | -             | -                  | 4                  | 2     |       |
| Total en su carrera       | Total en su carrera | Total en su carrera | 23   | 3    | 0             | 0             | -                  | -                  | 23    | 3     |

## Palmarés
| Título                     | Club              | País      | Año  |
| -------------------------- | ----------------- | --------- | ---- |
| Ascenso a Primera División | Colón de Santa Fe | Argentina | 2014 |